# Ulica Kruszewska w Choroszczy
Ulica Kruszewska – jedna z dojazdowych ulic w Choroszczy. Ulica w całości jest fragmentem drogi powiatowej nr 1535 B: Białystok – Krupniki – Sienkiewicze – Barszczewo – Konowały – Kruszewo

## Szubienica
Przy ulicy znajduje się pomnik poświęcony powstańcom 1863 roku, jedyny na Białostocczyźnie tak okazały. Nazywa się go Pomnik na „Szubienicy”, dlatego że władze carskie ustawili szubienicę, na której stracili życie powstańcy. Za niemego świadka egzekucji 1863 roku uznano „Kamień Powstańczy”. Znajduje się on po drugiej stronie drogi.

## Szlak rowerowy
Przy ulicy znajduje się ścieżka rowerowa, wraz z nią ciągnie się szlak rowerowy.
| Nazwa            | Długość | Trasa                                                  |
| ---------------- | ------- | ------------------------------------------------------ |
| Szlak Światowida | 17.8 km | Białystok – Krupniki – Choroszcz – Konowały – Kruszewo |